# Zanthoxylum gillespieanum
Zanthoxylum gillespieanum är en vinruteväxtart som först beskrevs av A.C. Smith, och fick sitt nu gällande namn av A.C. Smith. Zanthoxylum gillespieanum ingår i släktet Zanthoxylum och familjen vinruteväxter. Inga underarter finns listade i Catalogue of Life.